# Notiobiella costalis
Notiobiella costalis är en insektsart som beskrevs av Banks 1918. Notiobiella costalis ingår i släktet Notiobiella och familjen florsländor. Inga underarter finns listade i Catalogue of Life.